# Матијас Шултајс
Матијас Шултајс (Нирнберг, 26. јул 1946) један је од немачких аутора стрипа познатих широм света, а нарочито је цењен у Француској. Осим адаптација прозе Чарлса Буковског у стрип под насловом Забелешке маторог покварењака, запажени радови су му трилогија „Ајкуле са Лагоса”, „Истина о Шелби” и „Ноћни такси”.

## Биографија
Рођен је 27. септембра 1946. у Нирнбергу, Немачка. После школе за обликовање намештаја, студирао је илустрацију на Високој школи за примењене уметности у Хамбургу, а потом радио као слободни уметник.
Први стрип, графичку новелу Камионџија (Trucker) објавио је 1981. у магазину Reader, а затим и у преводу на дански. Пошто је неколицину кратких прича Буковског преточио у стрип, упознао је уреднике француског издавача „Албин Мишел“, који су се заинтересовали за његов рад и објавили неке од стрипова у магазину L’Écho des Savanes. Ту је од 1985. објављивана и Шултајсова међународно запажена серија „Истина о Шелби“ /нем. Die Wahrheit über Shelby, фра. Le théorème de Bell, Белова теорема/. И његови остали радови, попут „Ајкуле са Лагоса” /нем. Die Haie von Lagos; фра. Le rêve du requin, Ајкулин сан/, прво су објављени у Француској, а тек потом у Немачкој и другим европским земљама, а делом и у Америци.
Шултајс је покушао да се етаблира на америчком тржишту 1993. преко издавача „Dark Horse Comics“, серијом од осам делова „Propellerman”. Америчка публика није прихватила серију, која је оцењена као „превише лирска”. Уследила је даља међународна сарадња, када је јапанска издавачка кућа „Kodansha“ почетком 1990-их у Европи трагала за европским стрипарима који би требало да цртају у манга стилу, превасходно за јапанско тржиште. Поред Баруа, и Шултајс се нашао међу изабраним цртачима. Од 1994. до 1996 израдио је 400 табли стрипа за подухват „Средиште лудила” (или „Средиште непојмљивог”; Zentrum des Wahnsinns). Међутим, сви уговори су нагло обустављени, укључујући и пројекте са европским цртачима. Тиме планирани еп од 700 страна није довршен, мада су се делови могли наћи на Интернету. После овога, Шултајс се повукао са стрипске сцене и радио је већином као телевизијски сценариста.
Вратио се у стрип после дуже паузе када му је „Коданша“ објавила новеле Жена на реци („Woman on the River“, 2008) и Татица (Daddy, 2009). Француски издавач „Глена“ објавио му је књигу на 280 страна Путовање са Билом (Die Reise mit Bill, 2010).
Немачки Савезни одсек за медије штетне по малолетну популацију ставио је Шултајсов стрип Хладни рат (Kalter Krieg, 1985), на листу дела „штетних“ по малолетнике. Образложење није било због насиља и секса, већ утиска да аутор својим виђењем тадашњег света „не пружа никакву наду младима“.
Шултајс је добитник награде „Макс и Мориц“ за најбољег стрипског уметника немачког говорног подручја (1986); италијанске награда „Yellow Kid“ (1990), као и Награде Клуба уметничких директора за Немачку (2005).